# Xarxa de Centres de Documentació i Biblioteques de Dones
La Xarxa de Centres de Documentació i Biblioteques de dones és una xarxa de centres creada durant la II trobada de biblioteques de dones, celebrada a Madrid el 1995 per promocionar i difondre la feina dels centres integrants, ubicats al territori de l'estat espanyol.

## Història
Els primers fons documentals sobre dones de l'Estat es comencen a crear i organitzar-se a finals de la dècada dels anys 70 del segle xx, amb l'arribada de la democràcia i la nova organització política i social d'Espanya. Factors com l'impuls del moviment feminista, l'avenç dels centres de recerca universitària, així com la creació d'organismes governamentals promotors de polítiques públiques d'igualtat faran possible les primeres biblioteques i centres de documentació de dones com a dipositàries del coneixement i patrimoni històric i cultural de gènere.
El primer intent de cooperació entre aquests nous centres que creixen i proliferen durant la dècada dels 1980 i 90, té lloc l'any 1983 quan la documentalista i activista feminista Maite Albiz organitza, dins el marc de les Jornadas Feministas Estatales Juntas y a por Todas (Madrid, 1993), un taller sobre la gestió de fons documentals de dones. En aquest taller coincideixen algunes de les professionals d'aquestes biblioteques i centres de documentació de dones i la conclusió d'aquest taller manifestarà la necessitat de compartir experiències similars i d'establir una col·laboració estable i duradora. Serà en aquesta línia que l'any següent, la biblioteca de la dona d'IPES Elkartea Instituto de Promoción y Estudios Sociales IPES de Pamplona, decideix organitzar la I Trobada de centres de documentació i biblioteques de dones per continuar els contactes iniciats durant les jornades de Madrid, conèixer l'estat de la qüestió i establir relacions amb altres professionals de les biblioteques de dones amb inquietuds i objectius similars. Tot i que a la convocatòria només van respondre vuit centres, s'evidencià que calia unificar esforços per promocionar la funció d'aquestes unitats d'informació sobre dones i la trobada finalitzà amb el compromís, per part de la Biblioteca de Mujeres, avui absorbida per l'Instituto de la Mujer del Ministerio de Sanidad, Servicios Sociales e Igualdad, d'organitzar una segona trobada a Madrid, l'any 1995.
En aquesta trobada participen ja, catorze centres de documentació, entre ells els dels principals organismes d'igualtat d'Espanya: Institut Català de les Dones, Instituto Andaluz de la Mujer o Emakunde i es prenen dues decisions bàsiques per al seu futur. Per una banda, l'elaboració d'un registre o directori de centres especialitzats en el tema i la constitució d'una xarxa de centres que potenciés el suport professional entre el seu personal, la més àmplia cooperació bibliotecària i la solució a problemes comuns.

## Objectius[5]
- Fomentar la cooperació professional entre els seus centres
- Coordinar l'esforç i la tasca dels centres de la Xarxa
- Unificar criteris en el tractament de la documentació per facilitar l'intercanvi d'informació
- Elaborar eines de treball, productes documentals, etc. que facilitin la tasca dels centres de la Xarxa
- Propiciar la visibilitat de la Xarxa, dels centres de documentació que l'integren i dels seus fons
- Afavorir la formació continuada del personal des d'una perspectiva de gènere quant a la gestió de les unitats d'informació especialitzades en dones
- Facilitar l'ús i desenvolupament de les TIC, xarxes socials, etc. en el tractament i accés a la informació
- Promoure a escala internacional l'intercanvi i la comunicació amb xarxes similars

## Tipologia de centres
En funció de la seva dependència administrativa, es diferencien quatre categories:
- centres de documentació dependents dels organismes governamentals promotors de polítiques públiques per a la igualtat, de les administracions autonòmiques i estatal.
- biblioteques i centres d'informació i recursos de l'administració local vinculats a ajuntaments i diputacions.
- biblioteques d'associacions i entitats del moviment feminista.
- serveis de documentació dels centres de recerca universitària.

## Visió
Ser el referent nacional i estatal de suport a l'anàlisi i la investigació sobre dones, feminismes i estudis de gènere i de la conservació del patrimoni documental, històric i bibliogràfic de les dones.

## Missió
Recopilar, sistematitzar, conservar i difondre la informació sobre les dones, les obres de creació escrites per elles, la documentació referent a la política estatal i autonòmica d'igualtat, entre dones i homes i els generats per la recerca, el moviment feminista i els grups de dones dels diferents territoris d'Espanya.